# Lísies Anicet
Lísies Anicet o Lysias Aniketos (Lísies l'Invencible) fou un rei indogrec.
Segons Osmund Bopearachchi, Lísies va regnar després de Menandre I i de Zoilos I, vers 130-120 aC. R.C. Senior proposa unes dates similars. El primer pensa que governava als Paropamísades i Aracòsia, però en canvi les seves monedes s'han trobat totes al Panjab i és probable que hagués regnat sobre bona part del regne Indogrec sinó tot (potser conjuntament amb Antialcides amb el que compateix la major part dels monogrames si bé aquesta teoria ha perdut pes als darrers temps).
Lísies podria ser descendent de Demetri I de Bactriana, utilitzant al revers de les seves monedes un Hèrcules coronant-se a si mateix similar al d'aquell, amb el que comparteix també l'epitet dInvencible, i a vegades empra un elefant coronat com va fer aquell rei. Un revers similar fou utilitzat per Zoilos I que hauria governat una dècada (o més) abans i hauria estat enemic de Menandre. El seu regnat coincidiria amb la mort de Trasó, el jove fill de Menandre, i com que les seves monedes no s'assemblen a les de Menandre, cal pensar que, com Zoilos, pertanyia a una línia opositora. Tot i les seves magnífiques monedes, la seva política fou més aviat defensiva; el regne de Bactriana havia estat envaït i ocupat pels nòmades yuezhi i els territoris grecs de l'Índia podien córrer la mateixa sort, ja que estaven aïllats de la resta del món hel·lenístic.

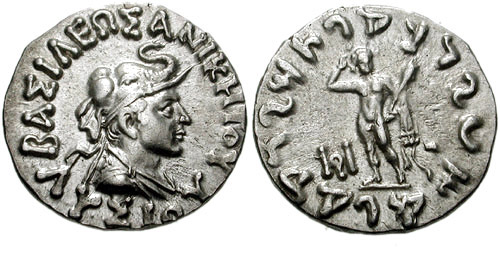
Moneda de Lysias (vers 120-110 aC)

Lísies va encunyar un cert nombre de monedes bilingües. En les de plata apareix amb diadema o vestit amb diferents gorres o cascs que ja havien portat altres reisuerrer com antics reis: la pell de l'elefant de Demetri I, un casc amb corns o casc corinti amb escales, o bé la gorra macedònia plana coneguda per "kausia"; també apareix tirant una llança. Al revers sempre hi ha Hèrcules coronant-se a si mateix amb afegit d'unes branques de palmera en signe de victòria. Va encunyar una sèrie de tetradracmes àtics i alguns hemidracmes, per circulació limitada a Bactriana. Les monedes índies de bronze, quadrades, mostren un bust d'Hèrcules o l'elefant. Algunes monedes de bronze tenen al front a Lísies i al revers a Antialcides, i s'han trobat algunes altres amb Antialcides al davant i Lísies al darrere; es suposava que això voldria dir que els dos reis estaven aliats o governaven junts però modernament s'ha imposat el punt de vista que es tracta de monedes reutilitzades per un o l'altre rei (o pels dos); no hi cap prova d'aliances entre els dos, però els seus territoris serien adjacents, ja que podien trobar fàcilment les monedes.